# ردا، لهستان
ردا (به لاتین: Reda, Poland) یک شهرک در لهستان است که در استان پومرانی واقع شده‌است.

## خصوصیات
ردا ۲۹٫۴۵ کیلومترمربع مساحت و ۲۲٬۰۰۰ نفر جمعیت دارد.

## خواهرخوانده
شهر Lubliniec خواهرخواندهٔ ردا هست.